# Norman Campbell
Pour les articles homonymes, voir Campbell.
Norman Campbell est un réalisateur, producteur et compositeur canadien né le 4 février 1924 à Los Angeles, Californie (États-Unis), mort le 12 avril 2004 à Toronto (Canada).

## Filmographie

### comme réalisateur
- 1960 : The Unforeseen (série TV)
- 1966 : Ballerina (TV)
- 1971 : All in the Family (série TV)
- 1973 : The Furst Family of Washington (TV)
- 1975 : Au fil des jours ("One Day at a Time") (série TV)
- 1976 : Giselle (TV)
- 1976 : A Special Olivia Newton-John (TV)
- 1977 : Once Upon a Brothers Grimm (TV)
- 1977 : An Evening with Diana Ross (TV)
- 1981 : Great Performances (TV)
- 1983 : The Magic Show (TV)
- 1984 : The Mikado (TV)
- 1985 : The Pirates of Penzance (TV)
- 1993 : Roméo et Juliette (TV)

### comme producteur
- 1952 : The Big Revue (série TV)
- 1956 : Anne of Green Gables (en) (TV)
- 1973 : The Furst Family of Washington (TV)
- 1981 : Great Performances (TV)
- 1986 : The Boys from Syracuse (TV)
- 1987 : Much Ado About Nothing  (TV)

### comme compositeur
- 1956 : Anne of Green Gables (en) (TV)